# Ectamenogonus takumii
Ectamenogonus takumii là một loài bọ cánh cứng trong họ Elateridae. Loài này được Kishii miêu tả khoa học năm 2006.